# Frank Martinus Arion
Frank Martinus Arion, schrijversnaam van Frank Efraim Martinus (Curaçao, 17 december 1936 – aldaar, 28 september 2015), was een Curaçaos schrijver, dichter en taalwetenschapper.
Hij werkte in Nederland, Suriname en op de Nederlandse Antillen en schreef in het Nederlands en het Papiaments. De roman Dubbelspel (1973) vormde zijn Nederlandse debuut en zijn grootste publiek succes in Nederland.